# Nicholas Kazan
Nicholas Kazan (New York, 15 september 1950) is een Amerikaanse scenarioschrijver.

## Biografie

### Familie
Nicholas Kazan werd in 1950 geboren als de zoon van de Grieks-Amerikaanse filmregisseur Elia Kazan en de Amerikaanse toneelschrijfster Molly Thacher (geboren als Mary Day Thacher). Langs moederszijde is hij een afstammeling van Roger Sherman. 
Kazan zelf is sinds 1983 getrouwd met scenariste Robin Swicord. Het koppel heeft twee kinderen, de actrices Maya en Zoe Kazan.

### Carrière
Kazan trad al snel in de voetsporen van zijn ouders en werd zelf een scenarioschrijver. Naast toneelstukken werkte hij ook mee aan verschillende filmproducties. Zo schreef hij de scenario's voor de familiefilms Matilda (1996) en Bicentennial Man (1999). In 1991 werd Kazan genomineerd voor zowel een Oscar als Golden Globe voor zijn scenario van de biografische film Reversal of Fortune (1990). De film, die geregisseerd werd door Barbet Schroeder en gebaseerd was op het gelijknamige boek van jurist Alan M. Dershowitz, ging over een ophefmakende rechtszaak uit de jaren 1980.
In 1993 maakte Kazan zijn regiedebuut met het romantisch mysterie Dream Lover, dat hij zelf geschreven had.

## Nominaties
Academy Award
- Beste scenario (adaptatie) – Reversal of Fortune (1990)

Golden Globe
- Beste scenario – Reversal of Fortune (1990)

## Filmografie
- 1988: The Remake (1977)
- Frances (1982)
- Impulse (1984)
- At Close Range (1986)
- Patty Hearst (1988)
- Reversal of Fortune (1990)
- Mobsters (1991)
- Dream Lover (1977)
- Matilda (1996)
- Fallen (1998)
- Homegrown (1998)
- Bicentennial Man (1999)
- Enough (2002)
- The Whole Truth (2016)